# Herbert Bamlett
Herbert Bamlett (1 tháng 3 năm 1882 - tháng 10 năm 1941) là một người quản lý và trọng tài bóng đá người Anh.

## Thống kê quản lý
| Đội               | Quốc gia | Từ           | Đến           | Ghi nhận  | Ghi nhận | Ghi nhận | Ghi nhận | Ghi nhận      |
| Đội               | Quốc gia | Từ           | Đến           | Bàn thắng | Thắng    | Thua     | Hòa      | Tỉ lệ thắng % |
| ----------------- | -------- | ------------ | ------------- | --------- | -------- | -------- | -------- | ------------- |
| Oldham Athletic   | Anh      | tháng 6 1914 | tháng 5 1921  | 127       | 44       | 48       | 35       | 34.65         |
| Wigan Borough     | Anh      | 1921         | 1923          |           |          |          |          |               |
| Middlesbrough     | Anh      | tháng 8 1923 | tháng 11 1926 | 109       | 30       | 52       | 27       | 27.52         |
| Manchester United | Anh      | tháng 4 1927 | tháng 4 1931  | 182       | 57       | 82       | 43       | 31.32         |